# Stig-Göran Myntti
Stig-Göran Mikael Myntti (né le 6 août 1925 à Malax en Finlande et mort le 28 février 2020) est un joueur de football et de bandy international finlandais.

## Biographie
Surtout connu pour sa carrière de footballeur, Stig-Göran Myntti termine au rang de meilleur buteur du championnat de Finlande lors de la saison 1948 avec quinze buts et est élu au Hall of Fame du football finlandais en 1993.
Son fils Kenth Myntti et son petit-fils Henri Myntti furent également footballeurs.